# デーモン (ダンジョンズ&ドラゴンズ)
デーモン(demon)はダンジョンズ&ドラゴンズ ・ファンタジー・ロールプレイングゲームにおいて、フィーンドの中で最も多くを占める種族であり、魔鬼 とも呼ばれる。デーモンの属性は生まれながらの混沌にして悪であり、無限の階層なす奈落界アビス出身である。デーモンには厳密な意味での支配者はいないが、強力なデーモン・ロード達はかなり大きなデーモン類の軍勢を支配するに足る力と影響力を獲得することができる。デーモンはデヴィルと数千年にわたる抗争を下方諸次元界全域（アビス、カルケリ、ハデス、ゲヘナ、バートル）で繰り広げており、これは流血戦争 と呼ばれ、その発端は忘れ去られて久しい。

## 出版履歴
デーモンはD&Dゲームの最初期から、モンスターとして存在していた。

### オリジナル・ダンジョンズ&ドラゴンズ（1974 - 1976年）
デーモンはこのゲームの最初期の版であるエルドリッチ・ウィザードリィ サプリメント（1976年）で紹介された最初のモンスター群に含まれていた。この冊子ではタイプ1デーモン、タイプ2デーモン、タイプ3デーモン、タイプ4デーモン、サキュバス、タイプ5デーモン、タイプ6デーモン、デーモン・ロードの内の2人であるオルクス、デモゴルゴンらが紹介された。

### アドバンスト・ダンジョンズ&ドラゴンズ第1版（1977 - 1988年）
デーモンは第1版のモンスター・マニュアル （1977年）において、メイン（最下位デーモン）、サキュバス、タイプ1デーモン（ヴロック）、タイプ2デーモン（ヘズロウ）、タイプ3デーモン（グラブレズゥ）、タイプ4デーモン（ナルフェシュネーなど）、タイプ5デーモン（マリリスなど）、タイプ6デーモン（バロールなど）、デーモン・ロードのデモゴルゴン（プリンス・オヴ・デーモンズ）、ジュイブレクス（顔なき王）、オルクス（アンデッドのプリンス）、イーノグフ（ノールのプリンス）らが紹介された。デーモンの従者として頻繁に登場するクアジットもまた、このオリジナル・モンスター・マニュアル で初めて紹介された。
蜘蛛のデーモン女王ロルスはフィーンド・フォリオ （1981年）のデーモンの項目で初めて紹介された。
幾種かの新たなデーモン―アルー・デーモン（半デーモン）、バル＝ルグラ（下位デーモン）、チャズミー、ドレッチ、ラターキン（下位デーモン）、新たなデーモン・ロードのバフォメット（獣のプリンス）、フラズ・アーブル（欺きのプリンス）、グラズト（暗黒のプリンス）、コシチェイ（怒りのプリンス）―がモジュールロスト・カバーンズ・オヴ・ソーカンス （1982年）で初登場した。アルー・デーモン（半デーモン）、ババウ（下位デーモン）、バル＝ルグラ（下位デーモン）、バロン／マーカス・カンビオンとメジャー・カンビオン（半デーモン）、チャズミー（下位デーモン）、ドレッチ（下位デーモン）、ナバッスゥ（上位デーモン）、ラターキン（下位デーモン）と、デーモン・ロードであるバフォメット（デーモン・ロード）、フラズ・アーブル（欺きのプリンス）、グラズト（デーモン・プリンス）、コシチェイ（デーモン・ロード）、パズズ（下方空中諸王国のプリンス）らは、第1版のモンスター・マニュアルII （1983年）に登場した。
ゴリストロ（上位デーモン）は、ドラゴン 誌91号（1984年11月）に初登場した。この記事の著者であるゲイリー・ガイギャックスは、このクリーチャーは他のデーモン達と共にモンスター・マニュアルII に掲載するつもりであった、と釈明した。
女デーモンザグトモイはモジュールザ・テンプル・オヴ・エレメンタル・イーブル （1985年）に初登場し、重要な役割を果たした。オルクスはH（ブラッドストーン）シリーズのアドベンチャー・モジュールにおいて、バフォメット、ダイア・ウィナー、タイプ4デーモンの監視者クラヴィカス、オルクスゲートのロードであるグリフィンホルらと共に登場し、主敵対者としての役割を果たした。

### クラシック・ダンジョンズ&ドラゴンズ（1977 - 1999年）
この版のD&Dゲームには、この版独自の呼び名を持つデーモンが記載された。クロウキング・デーモン、グロウニング・デーモン、ヒシング・デーモン、ハウリング・デーモン、ロアリング・デーモン、スクリーミング・デーモン、ウィスパリング・デーモン、2体の唯一無二のデーモンであるオルクス、デモゴルゴンらはイモータル・セット の「ダンジョンマスターズ・ガイド・トゥ・イモータルズ」（1986年）に登場した。クロウキング・レサー・フィーンド、グロウニング・レサー・フィーンド、ヒシング・レサー・フィーンド、ハウリング・レサー・フィーンド、ロアリング・レサー・フィーンド、スクリーミング・レサー・フィーンド、ウィスパリング・レサー・フィーンドは、ラス・オヴ・ジ・イモータルズ セットの「ブック1：コーデックス・オヴ・ジ・イモータルズ」（1992年）に登場した。

### アドバンスト・ダンジョンズ&ドラゴンズ第2版（1989 - 1999年）
ババウ（上位タナーリ）、チャズミー（上位タナーリ）、ナバッスゥ（上位タナーリ）、モリデウス（守護タナーリ）、ドレッチ（最下位タナーリ）、メイン（最下位タナーリ）、ラターキン（最下位タナーリ）、アルー・フィーンド（下位タナーリ）、バル=ルグラ（下位タナーリ）、バロン／マーカス・カンビオン（下位タナーリ）、メジャー・カンビオン（下位タナーリ）、サキュバス（下位タナーリ）、バロール（真正タナーリ）、グラブレズゥ（真正タナーリ）、ヘズロウ（真正タナーリ）、マリリス（真正タナーリ）、ナルフェシュネー（真正タナーリ）、ヴロック（真正タナーリ）はモンストラス・コンペンディウム・ボリューム・アウター・プレインズ・アペンディクス （TSR、1991年）に登場した。バロール（タナーリ）とマリリス（タナーリ）は次にモンストラス・マニュアル （1993年）に登場した。
プレーンスケープ・キャンペーンセッティングは、第2版のルールにおいて専らタナーリとして知られるデーモンを広範に活用した。アルー・フィーンド（下位タナーリ）、ババウ（上位タナーリ）、バロール（真正タナーリ）、バル=ルグラ（下位タナーリ）、カンビオン（下位タナーリ）、チャズミー（上位タナーリ）、ドレッチ（最下位タナーリ）、グラブレズゥ（真正タナーリ）、ヘズロウ（真正タナーリ）、メイン（最下位タナーリ）、マリリス（真正タナーリ）、モリデウス（守護タナーリ）、ナバッスゥ（上位タナーリ）､ナルフェシュネー（真正タナーリ）、ラターキン（最下位タナーリ）、サキュバス（下位タナーリ）、ヴロック（真正タナーリ）、ワストリリス（上位タナーリ）はプレーンスケープ・モンストラス・コンペンディウム・アペンディクス （1994年）で最初に詳述された。アルマニテ（下位タナーリ）、ゴリストロ（上位タナーリ）、奈落のロードであるグラズト、パズラエルらはプレインズ・オヴ・ケイオス ボックスセット（1994年）に登場した。アルキリス（真正タナーリ）、ブレザウ（下位タナーリ）、マウレジィ（下位タナーリ）、ヨックロール（下位タナーリ）はプレーンスケープ・モンストラス・コンペンディウム・アペンディクスII （1995年）に登場した。アーケーン 誌でのプレーンスケープ・モンストラス・コンペンディウム・アペンディクスII への論評において、評者はタナーリの文化が「諸次元界の構成員に堅実な基盤を与える」のに役立っていると述べた。モンストラス・コンペンディウム・アニュアル3 （1996年）では、アルマニテとゴリストロが再度特集された。
ザ・ロッド・オヴ・セブン・パーツ ボックスセット（1996年）収録の「ブック4：モンスターズ」では狼蜘蛛ミスカと混沌の女王、スパイダー・フィーンドのカックゥ、ライコシディリス、フィサラズゥ、ラクルピス、スピスリクが特集された。スパイダー・フィーンドは後に、ラット・フィーンドのウリデズゥ（下位タナーリ）と共にモンストラス・コンペンディウム・アニュアル4 （1998年）に登場した。

### ダンジョンズ&ドラゴンズ第3.0版（2000 - 2002年）
デーモンはこの版のモンスター・マニュアル（2000年）で、バロール（タナーリ）、ベビリス (Bebilith)、ドレッチ（タナーリ）、グラブレズゥ（タナーリ）、ヘズロウ（タナーリ）、マリリス（タナーリ）、ナルフェシュネー（タナーリ）、クアジット、リトリーヴァー、サキュバス（タナーリ）、ヴロック（タナーリ）が登場した。
フォーゴトン・レルム・セッティング用のグア・デーモンとヨックロール・デーモンは、モンスターズ・オヴ・フェイルーン （2001年）に登場した。
セレブリリスはサイオニクス・ハンドブック （2001年）に登場した。ウリデズゥ（タナーリ）、アルマニテ（タナーリ）、ゴリストロ（タナーリ）はこの版のマニュアル・オブ・ザ・プレインズ （2001年）に登場した。メイン（タナーリ）、ラターキン（タナーリ）、バル＝ルグラ（タナーリ）、ババウ（タナーリ）、シャドウ・デーモン、チャズミー（タナーリ）、デーモン・ロードのデモゴルゴン（プリンス・オヴ・デーモンズ）、グラズト（暗黒のプリンス）、ジュイブレクス（顔なき王）、オルクス（アンデッドのプリンス）、イーノグフ（ノールのプリンス）らは、ブック・オヴ・バイル・ダークネス （2002年）に登場した。アビサル・モー、アビサル・スカルカー、アビサル・ラヴィジャー、ジョヴォク（タナーリ）、パルレシー（タナーリ）、ゾヴト、ジャリリス（タナーリ）、ケルヴェズゥ（タナーリ）は、この版のモンスター・マニュアルII （2002年）に登場した。アルキリス（タナーリ）、ブラッド・フィーンド、クルリッキル（タナーリ）、マウレジィ（タナーリ）、ミルミキシキュス（タナーリ）、スカルヴィン、ワストリリスは、この版のフィーンド・フォリオ （2003年）に登場した。
サベージ・スピーシーズ （2003年）では、サキュバス／インキュバスとヴロックが、プレイヤーキャラクターに使用可能な種族として紹介された。

### ダンジョンズ&ドラゴンズ第3.5版（2003 - 2007年）
この版のモンスター・マニュアル （2003年）にはデーモンとしてババウ、バロール、ベビリス、ドレッチ、グラブレズゥ、ヘズロウ、マリリス、ナルフェシュネー、クアジット、リトリーヴァー、サキュバス、ヴロックが登場した。
ケレブリリスはエクスパンデッド・サイオニクス・ハンドブック （2004年）に登場した。アロー・デーモンとソロウスウォーン・デーモンはモンスター・マニュアルIII （2004年）に登場した。
ドラゴン 誌の特集記事である「イグウィルヴのデモノミコン」は1人のデーモン・ロードとそれに加えて少なくとも1種類の（そのデーモン・ロードに）関連する新たなデーモンに関する非常に詳細な解説を紹介した。パズズ（下方空中諸王国のプリンス）とアンズゥはドラゴン 誌329号（2005年3月）に登場した。フラズ・アーブル（欺きのプリンス）とスカーチャーはドラゴン 誌333号（2005年7月）に登場した。ザグトモイ（菌類のデーモン女王）とヴァスグゥはドラゴン 誌337号（2005年11月）に登場した。バフォメット（獣のプリンス）とアンクシャー、ブレザウはドラゴン 誌341号（2006年3月）に登場した。コシチェイ（怒りのプリンス）とマヴァワンはドラゴン 誌345号（2006年7月）に登場した。ダゴン（深みのプリンス）とウゾルルゥはドラゴン 誌345号（2006年7月）に登場した。マルカンテト（サキュバスの女王）とインキュバスはドラゴン 誌353号（2007年3月）に登場した。デモゴルゴン（プリンス・オヴ・デーモンズ）とヴェラキアはドラゴン 誌357号（2007年7月）に登場した。デーモン・ロードのアルダト（隠し手）、ドウィエルグス（さなぎのプリンス）、ラスカー（影の浅瀬のロード）、シャクタリ（マリリスの女王）、ウグデンク（のたくる王）、マニトウはドラゴン 誌359号（2007年9月）に登場した。グラズト（暗黒のプリンス）とカリグロストはドラゴン 誌360号（2007年10月）―オンライン版の第1号―に登場した。
フィーンディッシュ・コーデックスI：ホーズ・オヴ・ジ・アビス （2006年）にはデーモンに関する新たな内容とアルマニテ、バル・ルグラ、ブルードスウォーム、ブレザウ、チャズミー、ディビューク、エコリド、ゴリストロ、ゲクブ、リリトゥ、メイン、モリデウス、ジュブナイル・ナバッスゥ、マチュア・ナバッスゥ、ラターキン、シブリエクス、ヨックロールなどのアビスの住人達が掲載された。この本にはまた14人のデーモン・ロード―バフォメット、ダゴン、デモゴルゴン、フラズ・アーブル、グラウト、ジュイブレクス、コシチェイ、マルカンテト、オボクスオブ、オルクス、青ざめた夜、パズズ、イーノグフ、ザグトモイ―のデータが掲載された。
ロルスタッチト・ベビリス、デスドリンカー・デーモン、ナシュロウ・デーモン、キャスティガー、ウィスパー・デーモンはモンスター・マニュアルIV （2006年）に登場した。カーネイジ・デーモン、ドラウドヌゥ、アダルゥ、ガダクロ、ソラミスはモンスター・マニュアルV （2007年）に登場した。
オクルス・デーモン、カンビオン、バロン／マーカス・カンビオンはエクスペディション・トゥ・ザ・デーモンウェブ・ピッツ （2007年）に登場した。カンビオンはこの本でプレイヤーキャラクターに使用可能な種族として紹介された。

### ダンジョンズ&ドラゴンズ第4版（2008年 - )
この版のモンスター・マニュアル （2008年）では、デーモンとしてバロール、バルルグラ、エヴィストロ（カーネイジ・デーモン）、グラブレズゥ、ゴリストロ、ヘズロウ、イモリス、マリリス、メゾデーモン、ヴロックが登場した。オルクスはこのモンスター・マニュアル で詳細なデータが掲載された唯一のデーモン・ロードである。この版ではデーモンの主題が変更され、多くのデーモンはアビスによって歪められ腐敗した元素を起源に持つこととされた。アビスが元素の渾沌 に配置されることとなったため、全てのデーモンは「元素」を起源に持つ。
イーノグフはオンライン版ドラゴン 誌364号（2008年6月）の特集記事「イグウィルヴのデモノミコン」において詳細なデータ、彼の部下である総督ネズレベ、ノールの群のリーダーであるザイデン、クロコッタらが紹介された。
バフォメットとグラズトは第4版のマニュアル・オブ・ザ・プレインズ （2009年）に登場した。
ドレッチとその他幾種かのデーモンが第4版のモンスター・マニュアル2 （2009年）に登場し、デモゴルゴンとダゴンも特集された。
2010年に発売されたサプリメントであるデモノミコン にはアルマニテ、ブレザウ、フェロリス、インキュバス（この版ではサキュバスはデヴィルとなった）、ナバッスゥ、ピスコデーモン、シブリエクス、その他多くが登場した。デーモン・ロードのコシチェイ、ウーブリヴェ、パズズ、フラクサス、ザグトモイらもまた詳細なデータが掲載された。

## ダンジョンズ&ドラゴンズにおけるデーモン

### オリジナル・ダンジョンズ&ドラゴンズ
デーモン（とデーモン・ロードのオルクス、デモゴルゴン）が最初に登場したのはこのゲームのサプリメントIII：エルドリッチ・ウィザードリィ （1976年）においてであった。サキュバスのみが種名で呼ばれ、その他の6種は「タイプ1」から「タイプ6」までの通称で呼ばれた。

### 第1版
アドバンスト・ダンジョンズ&ドラゴンズ 第1版において、「タイプ1」から「タイプ6」までの通称はそのまま残されたが、第1版のモンスター・マニュアル においてそれぞれヴロック、ヘズロウ、グラブレズゥ、ナルフェシュネー、マリリス、バロールの例名が与えられた。

### 第2版
「タナーリ」という用語（tah-NAHR-reeと発音）は、TSRがルールブックから「デヴィル(devil)」と「デーモン(demon)」という単語を全て除去したため、AD&D第2版ルールから使用されることとなった。第1版のモンスター・マニュアル で提案された例名は、各タイプのデーモンの正式名称となった。

### 第3版
「デヴィル」と「デーモン」の用語はダンジョンズ&ドラゴンズ第3版のルールセット発売と共に復活した。「タナーリ」の用語は、デーモンの主要な副種別の名称となり残された。
第3版には既知のデーモン副種別が3種存在する。

#### オビリス
オビリスは太古からのクリーチャーであり、あらゆる定命の存在、ひいては諸神格よりも前から存在した。彼らが人型であることはほとんどなく、それを見た定命の存在を狂気にかりたてるという者もいる。彼らの非常な古さと一目で狂気を植え付ける能力は、ハワード・フィリップス・ラヴクラフトによって創作された旧支配者との強い関係をうかがわせる。生き残っている少数のオビリスはドラウドヌゥ、エコリド、ラガスティー、シブリエクス、ウゾルルゥなどである。パズズや青ざめた夜のような、若干のオビリスのデーモン・ロードは永い年月の間により識別可能な形態を獲得する方向に進化した。その他の既知のオビリスのデーモン・ロードはオボクスオブ、ダゴン、混沌の女王、マルゴス、ウグデンク、ベカルド、ブロス・クーン、ウボサル、カビリ（暗黒の井戸に囚われている）である。アシマや永年の間に名を忘れ去られた他の多数のオビリスのデーモン・ロード達は倒されたか、互いに殺し合ったか、タナーリに虐殺された。混沌の女王がアーカの風の公爵たちへの大反攻を試みるための軍への招集を拒否した若干の者達は、彼女によって殺された。
- エコリド：エコリドはオビリスと呼ばれる古代種族の一種である。オビリスとして、エコリドは恐ろしい形態をしており、それをあえて直視する者を狂気に追いやる。当初は、彼らはアリ、サソリやクモが結合したもののように見えるが、彼らの真の悪魔のような形態は他のいかなる生物とも比較不能である。エコリドは繁殖の衝動によって突き動かされている。あらゆる戦闘の間にも、彼らは超常的な素早さを利用して敵の体に卵を産み付けようと試みる。エコリドはアビスの第663階層（ここで彼らはオボクスオブに仕えている）以外で群をなしていることは滅多にない。

第4版において、オビリスの役割は大きく変更された。デモノミコンによると、オビリスは別の現実に棲んでいたが、それは彼ら自身の悪によって破滅した。荒廃状態の彼らの領域で、オビリスの生き残り達は純粋な悪の種を作り出し、現実の構造を通過させて別の現実に押し出した。悪の種は最終的に神であるタリズダンに見いだされた。彼はそれを元素の渾沌 に投げ込み、アビスが形成された。そこでプライモーディアル、タリズダン、オビリスの間で大戦が勃発した。それに続く戦いの中で多くのオビリスが死に、タリズダンが投獄されデモゴルゴンがプリンス・オヴ・デーモンズの称号を得た後に、オビリス達は真の性質を隠すためアビスの中に潜んでいった。残存した「12人組」のオビリスが各々デーモン・ロードとなり、自分の階層を支配した。彼らは互いに同盟しているが、彼らの真の性質と同盟を隠すため、互いに戦い続けた。12人組の内、ただ1体だけがオビリスと知られていたが、最も古く強力で知識のあるデーモン・ロードだけがその称号が実際に何を意味するのかを理解していた。公然とオビリスと認識されていた唯一のデーモン・ロードは、デモゴルゴンと同盟していたアビスのロード、ダゴンであった。彼らのリーダーは混沌の女王であり、累代彼らを率いていたが、敗北の後彼女の領地であるアビスの第14階層蒸気の沼地に引きこもった。彼女はそれ以来他のデーモン・ロードの前に姿を現したことはないが、オビリス達の間では密かに1000年の周期で行われるアビスの第1階層、千門平原にあるオスマグロスの大ジッグラトでの会合で彼女に再会できるかもしれない、と言われている。彼らの会合場所の選択から、千門平原の支配者であるパズズもオビリスではないかと多くの者から思われるようになっている。その塔の中にはオビリスの以前の領地であった廃墟への唯一のポータルであるエントロピーの井戸 があるといわれている。
アビスの深淵深くには、思いがけないアシマとして知られたデーモン・ロードの、嫌悪の塚と呼ばれる墳墓がある。この塚は強力なデーモンに守護されており、今までに外壁を破り得た者はいない。誰かが戦いによって埋葬室まで切り抜けることができたなら、そこでは多大な財宝だけではなく、オビリスの12人組の正体を明らかにするモザイク画を見いだすであろうと言われる。

#### タナーリ
タナーリは元来、オビリスによって奴隷として創り出された、おびただしい数のデーモン種族である。タナーリはやがてオビリスに反抗し、彼らの多くを殺し、彼らに取って代わりアビスの支配種族となった。ほとんどの既知のデーモン・ロードは、上記の者達以外はタナーリである。
タナーリは本質的に「古典的」なデーモンであり、残虐さと悪と罪を体現している。いくつかの例外はあるが、彼らは通常人型の形態をもつ。既知のタナーリは多くの種類が知られている。アダルゥ、アルキリス、アルー＝フィーンド、アンズゥ、アルマニテ、アロー・デーモン、ババウ、バロール、バル・ルグラ、ブレザウ、カンビオン、セレブリリス、チャズミー、ドレッチ、ガダクロ、グラブレズゥ、ゴリストロ、ヘズロウ、ジャリリス、ジョヴォク、キャスティガー、ケルヴェズゥ、クルリッキル、メイン、マリリス、マウレジィ、モリデウス、ミルミキシキュス、ナバッスゥ、ナルフェシュネー、オーラス、パルレシー、ラターキン、スカーチャー、ソラミス、ソロウスォーン、サキュバス、トゥラガッシュニー、ウリデズゥ、ヴァスグゥ、ヴロック、ヨックロールが含まれる。
- アルマニテ：アルマニテはアビスの軍勢における重騎兵隊を構成する。彼らはフルプレート・アーマーを着用したフィーンディッシュ・ケンタウロスのように見える。彼らは戦闘では熾烈な敵手であり、その突撃は非常に恐れられている。彼らはクネヒト または道守り と呼ばれる指導者に率いられてアビスの階層上を集団であてもなくさまよっている。彼らの異常なまでの規律故に、しばしば力のあるデーモン・ロードによって傭兵として雇われている。たいていのアルマニテはガレンシュ平原 （アビスの第377階層）出身であり、この階層には領事 と呼ばれるアルマニテに統治された24の都市が存在する。

#### ロウマーラ
ロウマーラはタナーリに比べてずっと新しいデーモン種族である。彼らの歴史は数世紀であるが、時の経過が物質界と同じであることを意味しないアビスのような場所においては、それはつい最近のことである。結果として、デーモン・ロードとして認められるほど強力になったロウマーラはまだ存在しない。
ロウマーラは通常、実体を持たないか透明なデーモンであり、デーモンというよりゴーストやアンデッドに似ている。全てのロウマーラは生物に憑依することができる。
既知のロウマーラは以下の通りである。
- ディビュークは単純に素描されたような人面を備えたクラゲに似ている。ディビュークは実体のないクリーチャーであるため、特定の物質形態を持たない。ディビュークは死体に取り憑いて操ることができる。そのため彼らは「完璧な」宿主の死体―暴力や大きな負傷が死因ではなく、なるべくならハンサムか美しい者―を探して多くの時間を過ごす。「完璧な死体」の制御に成功した後で、ディビュークは自分自身を標的の社会に潜り込ませ、死体が傷んでだめになるまで堕落と快楽主義をふりまく。「完璧な」死体が見つからない場合、ディビュークはあまり望ましくない死体を操り、より良い宿主を捜し続ける。ディビュークは孤独なクリーチャーであり、群が見られるのは、戦場のような操ることの可能な死体が大量に見つかる場所においてのみである。彼らはアンデッドを避ける傾向がある。なぜならば、彼らは既にアンデッドとなった死体を操ることはできないからである。

- ゲクブは蒸気の塊に似ており、悪に穢された夢の断片から生じる。ゲクブは睡眠している人型生物に取り憑き、操ることができる。いったん支配に成功したら、彼らは静かに「乗り」、被害者に好きなように行動させておく。ある時点で彼らは被害者を操り始め、（特に被害者の家族や友人に対して）なるべく多くの殺人を行おうとする。ゲクブはときおり、被害者に自分が呪いや悪運に取り憑かれたと信じさせるために、被害者にすらその行動を気付かせないこともある。ゲクブは殺害はある種の原型を形成し、充分な血を流すことにより最終的にこの原型が完成し、創造の秘密が明らかになると信じている。彼らは匿名で潜んでいることを好むため、他のゲクブと集団を形成することは滅多にない。しかしながら、夢見る入り江（アビスの第230階層）では多数を眼にすることができる。彼らはそこで、激しく揺れ動く生の夢の混沌から自然発生的に創り出される。

#### その他のデーモン
全ての既知のデーモンが上記の分類に当てはまるわけではない。分類に当てはまらないデーモンは以下の通りである。
アビサル・イヴィサレイター、アビサル・モー、アビサル・ラヴィジャー、アビサル・スカルカー、アンカシャー、アルターグリス、ベビリス、ブラッド・フィーンド、カーネイジ・デーモン、デスドリンカー、グア、リリトゥ、ナシュロウ、オステゴ（デス・デーモン）、クアジット、リトリーヴァー、シャドウ・デーモン、スカルヴィン、ソウル・デーモン、ワストリリス、ウィスパー・デーモン、ゾヴト。
流血戦争での犠牲者の壊れた魂から産み出された、エレメンタル・デーモンもまた存在し、それらは素材となったエレメンタル物質に似ている。既知の種類はエアー、アッシュ、アース、ファイアー、アイス、ウォーターである。

### 第4版
ダンジョンズ&ドラゴンズ第4版では、モンスター・マニュアルにおいてデーモンを評して、破壊に専念する完全に混沌な勢力、と記述した。彼らは「生きている破壊装置」と描写され、（悪の存在であるが、非常に秩序立っているデヴィルとは異なり）組織あるいは規律に関する欲求を持たないと言われる。デーモンは秘密の目的も、ごまかしの必要性も持たない。彼らは死ぬまでの間にあらゆるものを破壊し、元素邪霊の渦巻く元素の渾沌の奥底深くに隠されたアビスで甦るという明確な目的を持っている。
デーモンはデヴィルの不快な対照であるように思われる。デヴィルは際限なく野心的で、卑劣で、九層地獄の高度に組織化された階級制度を持つのに対し、デーモンは宇宙全体の破壊以外のなにものをも気にかけず、アビスとして知られる混沌の領域に生きている。アビスによって堕落させられたにもかかわらず、全てのデーモンは「元素」に分類される。デーモン・ロード達の多くは、以前はプライモーディアルとして知られる神のような元素であった。
オビリスはサプリメントであるデモノミコンにおいて、自分自身で破滅に導いた現実からの難民として、ダンジョンズ&ドラゴンズ第4版に導入された。彼らは12人組であり、デーモン・ロードのオボクスオブ、ダゴン、混沌の女王のみが明確にオビリスであることが記述されている。パズズを含む幾人かのデーモン・ロードたちが、おそらく12人組のメンバーではないかと言われている。

#### アビスの誕生
アビスは神であるタリズダンの、偉大な力の源を探求するその行為によって産み出された。彼が見いだしたものは、純粋な悪のかけらであった。かけらに触れたことにより彼は狂気に追いやられ、彼はそれを元素の渾沌の最深部に埋め込んだ。それは周囲を歪め、通常の自然のままの元素の渾沌から分離して悪意の領域を形成させた。
サプリメントのデモノミコンにおいてこの物語は大いに拡張され、タリズダンの発見したかけらを創り出したのは12人のオビリスたちであったことが明らかにされた。彼らはそのかけらを、自分達の破滅寸前の現実から新たに形成されたアビスへのポータルを創り出すために使用した。そこで、オビリスたちはアビスと共に産み出された新たなデーモン・ロードたちと、かけらの占有を巡って争った。この戦いはアビスの第1階層である千門平原で行われたが、この戦いの最中に地表に巨大な亀裂が生じた。かけらは「血の裂け目」と呼ばれるこの亀裂に落ち、亀裂が永久に深くなり続けるにつれて、アビスの果てしない新たな階層を産み出し続けている。

#### デーモンの種類
以下は第4版のモンスター・マニュアルに掲載されているデーモンである。
- バロール（英語版）：バロールは強力なデーモンである。彼らはデーモン・ロードあるいは途轍もない力を持つその他のクリーチャーにのみ従い、自身の力と同等以上のクリーチャーとのみ同盟する。これは、彼らが滅多に他のデーモン（他のバロールでさえ）と手を組まないことを意味する。
- バルルグラ（英語版）：バルルグラは邪悪で血に飢えたデーモンであり、戦いにおいて敵を手で引き裂くのを好む。バルルグラはまたデーモン・プリンスのデモゴルゴンのお気に入りである。
- エヴィストロ（英語版）：エヴィストロは大群をなして世界を荒らし回り、その通った跡には廃墟しか残らない。
- グラブレズゥ（英語版）：グラブレズゥは巨大な魔法を操るデーモンである。グラブレズゥが世界に長く留まるならば、疫病が流行りその周囲の土地は堕落してゆく。
- ゴリストロ（英語版）：ゴリストロは「生きた攻城兵器」とも言われる巨大なデーモンである。ゴリストロはまたデーモン・ロードである「角持つ王」バフォメットのお気に入りの従者である。
- ヘズロウ（英語版）：ヘズロウはより力のあるデーモンや召喚者に仕えることを熱望する従順なデーモンである。

## 追加文献
- ジェフ・グラブ (1987年). Manual of the Planes. TSR. ISBN 0-88038-399-2
- ジョン・ラルム。Dangerous Games? Censorship and "Child Protection" （2000年）.
- アリ・マーメル (2003年1月). “The Ebon Maw: Beware the Waking Hunge”. ドラゴン誌 (Paizo Publishing) (312号).
- マイク・マカーター, ed (2007年8月). Dragon Compendium, Volume 1. Paizo Publishing. ISBN 978-0-9770-0714-1
- コリン・マコーム (1997年). Faces of Evil: The Fiends. TSR Inc. ISBN 0-7869-0684-7
- “A Look Back at Demons”. D&D Alumni.  ウィザーズ・オブ・ザ・コースト (2006年6月26日). 2007年4月16日閲覧。